# استدلال أخلاقي

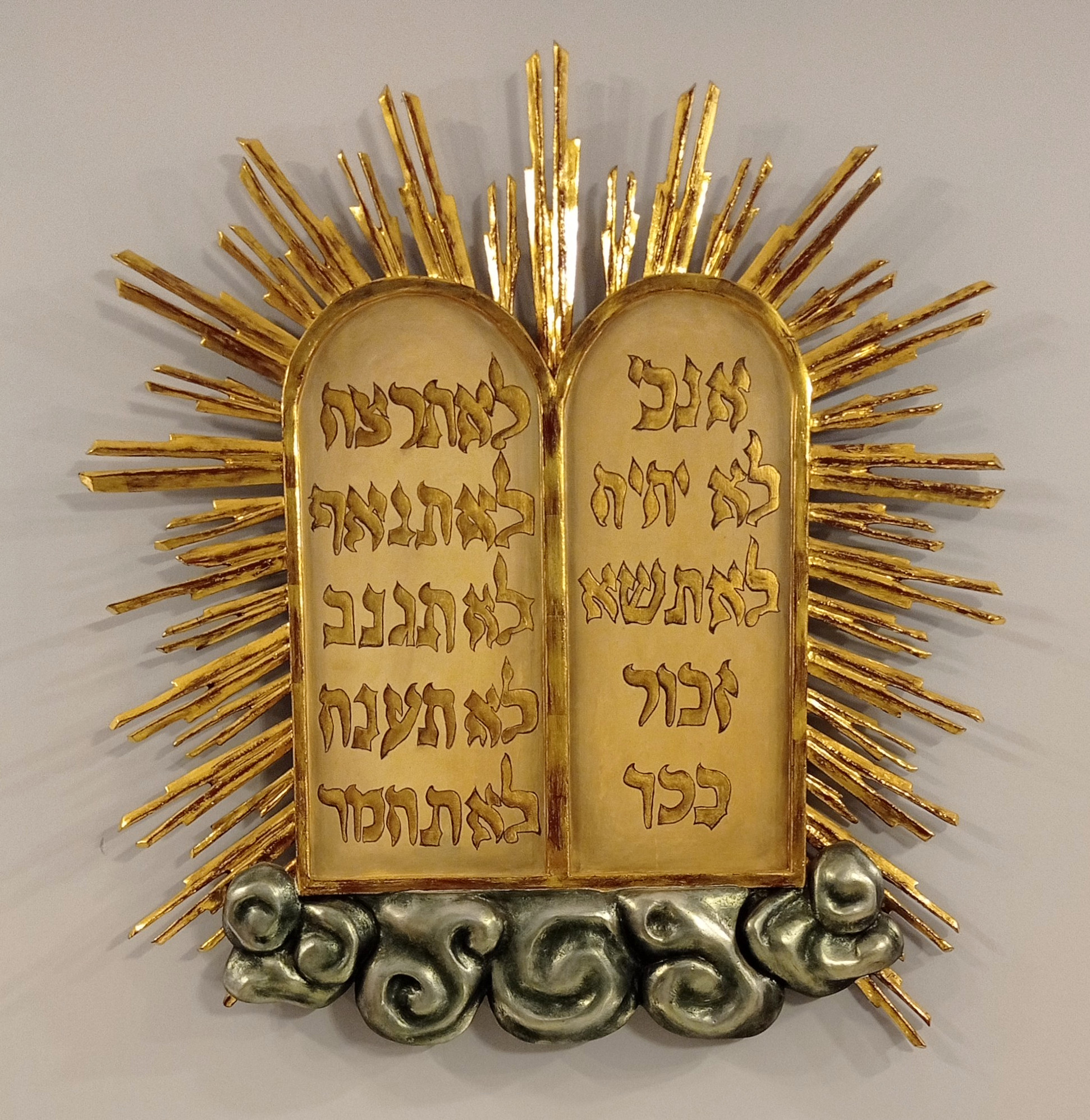
كنيس دوبروسكا، الوصايا العشر

الاستدلال الأخلاقي هو أحد مجالات الدراسة في علم النفس التي تتداخل مع الأخلاقيات. ويعرف أيضًا باسم النمو الأخلاقي. ومن بين أبرز المساهمين في هذه النظرية لورنس كولبرغ وإليوت توريل. يستخدم هذا التعبير في بعض الأحيان في سياق مختلف: الاستدلال في ظل ظروف عدم التيقن، مثل تلك التي تحدث في المحكمة القانونية. فهذا هو المعنى الذي أدى إلى ظهور العبارة، «للوصول إلى اليقين الأخلاقي» ومع ذلك، نادرًا ما يستخدم هذا المعنى خارج هيئة المحلفين.
يمكن تعريف الاستدلال الأخلاقي بأنه العملية التي يحاول خلالها الفرد تحديد الفرق بين ما هو صحيح وما هو خطأ في الموقف الشخصي باستخدام المنطق. فهو عملية مهمة ويومية غالبًا يستخدمها الناس في محاولة للقيام بما هو صحيح. فكل يوم، على سبيل المثال، يواجه الناس إشكالية الاختيار بين الكذب من عدمه في موقف معين. ويتخذ الناس هذا القرار بالاستدلال على فضيلة التصرف وموازنته مع عواقبه.
وعلى الرغم من أن جميع الاختيارات الأخلاقية يمكن رؤيتها بوصفها قرارًا شخصيًا، فإن بعض الخيارات يمكن رؤيتها بوصفها قرارًا اقتصاديًا، أو خيارًا أخلاقيًا يصفه البعض بالمعايير المهنية أو تنظمها العلاقات الأخلاقية لدى آخرون.
توجد أربعة مكونات للسلوك الأخلاقي. أول هذه العناصر الحساسية الأخلاقية، وهي «القدرة على رؤية المعضلة الأخلاقية، بما في ذلك كيف من الممكن أن تؤثر تصرفاتنا على الآخرين.» وثاني هذه المكونات هو الحكم الأخلاقي، وهو «القدرة على الحكم حكمًا صحيحًا على 'ما الذي ينبغي' القيام به في مواقف معينة.» والثالث هو الدافع الأخلاقي، وهو «الالتزام الشخصي بالعمل الأخلاقي، وتحمل مسؤولية النتائج.» المكون الرابع والأخير من السلوك الأخلاقي هو الطابع الأخلاقي، وهو «الإصرار الشجاع بالرغم من التعب أو الإغراءات لسلوك الطريق السهل.»
ومن الممكن تفسير الفروق بين نظريات الاستدلال الأخلاقي بتقييم الاستنتاجات (والتي تميل إما للاستنباط أو الاستقراء) بناءً على مجموعة من البنى. وصل الاستدلال الاستنباطي إلى نتيجة مفادها أنها تكون صحيحة اعتمادًا على ما إذا كانت مجموعة البنى التي تؤدي إلى هذه النتيجة صحيحة، بينما يتجاوز الاستدلال الاستقرائي المعلومات المقدمة في مجموعة من البنى للوصول إلى نتيجة بناءً على التأمل.
يختص هذا الفرع من فروع علم النفس بالكيفية التي يرى بها الأشخاص العاديون هذه الأمور، وكذلك أساس الأخلاق الوصفية. وهناك عدد من الاستدلالات الأخلاقية المختلفة. يعرف الاستدلال الأخلاقي في السياق الثقافي، وبالتالي من الصعب تطبيقه؛ إلا أن العلاقات بين الأشخاص تحدد وجودنا وبالتالي فإنها تتحدى الحدود الثقافية.

## لورنس كولبرغ
لورنس كولبرغ هو أحد العلماء البارزين بعلم النفس، قدم إسهامات كبيرة في مجال الاستدلال الأخلاقي بعد أن طور نظرية النمو الأخلاقي.
فيرى كولبرغ أن النمو الأخلاقي يتشكل من نمو أشكال الاستدلال الأقل أنانية والأكثر حيادية في الأمور الأكثر تعقيدًا. وأعرب عن اعتقاده أن الهدف من التربية الأخلاقية هو تعزيز نمو الأطفال من مرحلة إلى مرحلة أعلى. وقد كانت المعضلة إحدى الأدوات الضرورية التي أكد على وجوب تعريف الأطفال عليها؛ وكذلك أيضًا، المعرفة للأطفال بغرض التعاون.
ووفقًا لهذه النظرية، يمر الناس بثلاث مراحل رئيسية للنمو الأخلاقي من مرحلة الطفولة وحتى سن الرشد. وهذه المستويات هي ما قبل التقليدي، والتقليدي، وما بعد التقليدي. وكل مستوى منها ينقسم إلى مرحلتين.
أولى هذه المراحل في المستوى ما قبل التقليدي هو التوجه نحو الطاعة والعقاب. في هذه المرحلة، يتجنب الأشخاص، الأطفال عادة، سلوكيات معينة خوفًا من العقاب وليس لأنهم يعتقدون أن هذا الأمر خطأ. تعرف المرحلة الثانية باسم التفرد والتبادل: ويتخذ الأشخاص في هذه المرحلة القرارات الأخلاقية وفقًا لما يخدم احتياجاتهم على أفضل وجه.
وتعد المرحلة الثالثة جزءًا من المستوى التقليدي ويعرف باسم العلاقات الجيدة بين الأشخاص. في هذه المرحلة يميل الفرد إلى الانسجام مع ما يعده المجتمع الذي يعيش فيه أخلاقيًا، حيث يسعى إلى أن يراهم أقرانهم أشخاصًا جيدين. المرحلة الرابعة في المستوى التقليدي أيضًا وتعرف بالاحتفاظ بنظام اجتماعي. وتركز هذه المرحلة على وجهة نظر المجتمع ككل، واتباع قوانين وقواعد هذا المجتمع.
المرحلة الخامسة هي جزء من المستوى ما بعد التقليدي وتعرف بالعقد الاجتماعي وحقوق الأفراد. يبدأ الناس في هذه المرحلة التفكير في أفكار متباينة حول الأخلاق لدى الأشخاص الآخرين ويشعرون أن القواعد والقوانين يجب أن يتفق عليها أفراد المجتمع. المرحلة السادسة والأخيرة من النمو الأخلاقي، والثانية في المستوى ما بعد التقليدي، وتعرف باسم المبادئ العامة. يبدأ الناس في هذه المرحلة تطوير أفكارهم حول مبادئ أخلاقية عامة والتي تعد شيءًا صحيحًا يجب القيام به بصرف النظر عن قواعد المجتمع.

## جان بياجيه
كان من بين علماء النفس الذين ساهموا في هذا المجال جان بياجيه. حيث طور مرحلتين من النمو الأخلاقي، أحدهما مشتركة بين الأطفال والأخرى بين البالغين. تعرف المرحلة الأولى بالأخلاق خارجية المنشأ. تتميز هذه المرحلة، وهي أكثر شيوعًا بين الأطفال، بفكرة أن القواعد تأتي من رموز السلطة في حياة الفرد مثل الآباء والمعلمين، والله. كما أنها تتضمن الفكرة بأن القواعد ثابتة مهما حدث. ثالثًا، تتضمن هذه المرحلة من النمو الأخلاقي الاعتقاد بأن السلوك «المشاغب» يجب دائما أن يعاقب ويجب أن تكون العقوبة متناسبة مع السلوك.
يشار إلى المرحلة الثانية من نظرية بياجيه للنمو الأخلاقي بمرحلة الأخلاق ذاتية المنشأ. تصبح هذه المرحلة أكثر شيوعًا بعد نضوج الفرد وهو لم يعد طفلاً. في هذه المرحلة يبدأ الناس النظر في النوايا خلف الأفعال لأنها أكثر أهمية من النتائج. فعلى سبيل المثال، إذا كان شخص ما يقود وانحرفت سيارته حتى لا يصطدم بكلب ولكنه أسقط إحدى إشارات الطريق، فعلى الأرجح سيكون الناس أقل غضبًا من الشخص إذا قام بهذا عن عمد لمجرد التسلية. حتى إذا كانت النتيجة واحدة، فإن الناس يكونون أكثر تسامحًا بسبب حسن النية والرغبة في إنقاذ الكلب. تتضمن هذه المرحلة أيضًا الفكرة أن لدى الناس أخلاقًا مختلفة وأن هذه الأخلاق ليست عالمية بالضرورة. ويعتقد الناس أيضًا في مرحلة الاستقلال الذاتي أن القواعد يمكن كسرها في ظروف معينة. فمثلاً، خرقت روزا باركس القانون برفضها أن التخلي عن مقعدها في الحافلة، وهو ما كان مخالفًا للقانون على الرغم من أن الشيء الذي قامت يعد عملاً أخلاقيًا في نظر العديد من الأشخاص. في هذه المرحلة، يتوقف الأشخاص عن الاعتقاد في فكرة العدالة الراسخة.

## جوناثن هايدت
جوناثن هايدت هو عالم نفس اجتماعي يعرف الأخلاق بأنها: الظهور المفاجئ للوعي بالحكم الأخلاقي، بما في ذلك التكافؤ الفعال (الخير-الشر، الإعجاب-عدم الإعجاب)، دون أي وعي بالمرور بخطوات البحث، ووزن الأدلة، أو الوصول إلى نتيجة أخلاقية. وبالتالي، فإن الحدس الأخلاقي هو العملية النفسية التي تحدث عنها الفلاسفة الأسكتلنديون، وهي عملية قريبة من الحكم الجمالي. فقد ترى أو تسمع عن حدث ما، وتشعر إما بالموافقة أو الرفض. ويقول هايدت أن العديد من الأشخاص لا يستغلون الاستدلال الواعي لإصدار الأحكام.

## الاستدلال الأخلاقي في الفلسفة
ادعى الفيلسوف ديفيد هيوم وعالم النفس جوناثن هايدت أن الأخلاق تستند بشكل أكبر على الإدراك وليس على الاستدلال المنطقي. وهو ما يعني أن أخلاق الناس تنبع من انفعالاتهم ومشاعرهم وليس على التحليل المنطقي لأي موقف. ويرى هيوم أن الأخلاق ترتبط بالعاطفة، والحب، والسعادة، وغيرها من المشاعر وبالتالي لا تعتمد على العقل. ويضيف هايدت مؤكدًا أن الاستدلال في المواقف أو الأفكار الأخلاقية ينبع من الحدس الداخلي. أما عن موقف هايدت الأساسي بخصوص الاستدلال الأخلاقي فهو أن «الحدس الأخلاقي (بما في ذلك الانفعالات الأخلاقية) تأتي أولاً وتتسبب بشكل مباشر في الحكم الأخلاقي»؛ ويصف الحدس الأخلاقي بأنه «الظهور المفاجئ في الوعي بالحكم الأخلاقي، بما في ذلك التكافؤ الفعال (الخير-الشر، الإعجاب-عدم الإعجاب)، دون أي وعي بالمرور بخطوات البحث، ووزن الأدلة، أو الوصول إلى نتيجة أخلاقية».
أما عن إيمانويل كانت فقد كان له رأي راديكالي مختلف حول الأخلاق. فيعتقد بوجود قوانين عالمية للأخلاق لا يحق لأي شخص خرقها مهما كانت مشاعره. كما وضع نظامًا من أربع خطوات لتحديد ما إذا كان الشيء أخلاقيًا اعتمادًا على المنطق والعقل. أولى خطوات هذه الطريقة تتضمن صياغة «شعار يحتوي على منطقك الرامي للقيام بهذا التصرف». وفي الخطوة الثانية، «يصوغه الفرد بوصفه مبدأ عالميًا لجميع الناس». أما الخطوة الثالثة فهي تقييم «ما إذا كان العالم في اعتماده على هذا المبدأ العالمي مكانًا محتملاً». فإذا كان كذلك، فإن الخطوة الرابعة هي أن تسأل نفسك «ما إذا كان [الفرد] يرغب في أن يكون شعاره مبدأ في هذا العالم». وبشكل أساسي فإن هذا يعني أنه إذا كان كل شخص سيتخذ هذا القرار الأخلاقي فهل يصب هذا في صالح العالم أم لا. فعلى سبيل المثال، عند اتخاذ قرارك أن تكذب على شخص ما لمصلحته، فلك أن تتخيل إذا نجح كل شخص في هذا العالم في الكذب كل مرة. فهل هذا يعد هذا من الأمور الجيدة أو السيئة للعالم؟ واستنادًا إلى هذا المنطق، يقول كانت أنه لا يجب على أي شخص الكذب تحت أي ظرف كان. كما أن قرار الانتحار على سبيل المثال، قد يكون أخلاقيًا أو غير أخلاقي؛ ولكن تخيل إذا ارتكب كل شخص جريمة انتحار. ونظرًا لأن الانتحار الجماعي ليس بالأمر الجيد، فإن ارتكاب الانتحار عمل غير أخلاقي.

## الاستدلال الأخلاقي، والجنس
اعتقد علماء النفس في وقت ما أن الرجال والنساء لا يؤمنون بنفس القيم ولا يتشابهون في الاستدلال الأخلاقي. واعتمدوا في هذا على فكرة أن الرجال والنساء غالبًا ما يفكرون بطرق مختلفة وتتباين ردود أفعالهم على الإشكاليات الأخلاقية. افترض بعض الباحثين أن النساء يفضلون استدلال الرعاية، أي أنهم يفكرون في مسائل الحاجة والتضحية، بينما يميل الرجال إلى تفضيل الإنصاف والحقوق، والتي تعرف باستدلال العدالة. ومع ذلك، يعتقد البعض أيضًا أن الرجال والنساء يواجهون معضلات أخلاقية مختلفة في السياق اليومي والتي قد تكون سببًا للاختلاف المتصور في استدلالهم الأخلاقي. ومع وضع هاتين الفكرتين في الاعتبار، قرر الباحثون إجراء تجاربهم استنادًا إلى المعضلات الأخلاقية التي يواجهها الرجال والنساء بانتظام. ولتقليل الاختلافات في المواقف ورؤية كيف يختلف استدلال الجنسين في حكمهم الأخلاقي، ثم يجرون اختبارات على المواقف الوالدية لأن كلا الجنسين لهما دور في تربية الأطفال. أظهر البحث أن الرجال والنساء يستخدمون نفس الشكل من الاستدلال الأخلاقي، وأن الاختلاف الوحيد في الإشكاليات الأخلاقية التي يواجهونها في حياتهم اليومية. وعندما يتعلق الأمر بالقرارات الأخلاقية التي يتم مواجهة الرجال والنساء بها، فإنهم غالبًا يختارون نفس الحل لأنه الخيار الأخلاقي. وهو ما يظهر أن التمييز بين الجنسين فيما يتعلق بالأخلاق ليس له وجود. فالاستدلال بين الجنسين واحد في القرارات الأخلاقية.

## وصلات خارجية
- WikEd Moral Reasoning
- Stanford Encyclopedia of Philosophy - Moral Reasoning